# Ski de randonnée nordique
Ne doit pas être confondu avec ski de randonnée ou ski nordique.

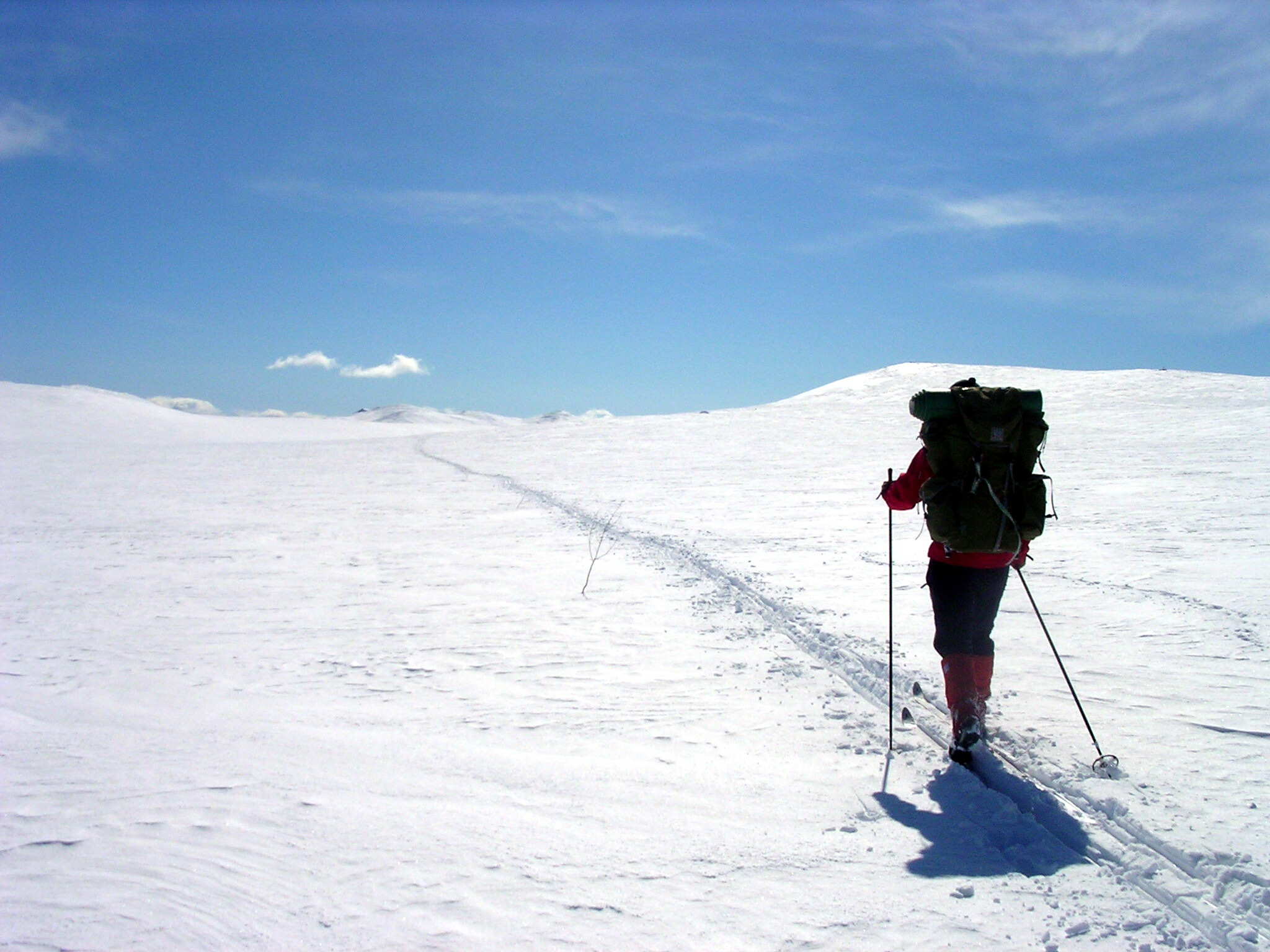
Un skieur de randonnée nordique

Version contemporaine du ski tel qu'il fut inventé par les peuples nordiques, le ski de randonnée nordique (SRN) est une discipline de loisir de la famille du ski nordique se pratiquant en milieu naturel, non aménagé, sur neige non damée de pente faible à moyenne ; il permet de se déplacer avec aisance et célérité dans des espaces hors des pistes. Il peut parfois être désigné sous le nom de ski backcountry (à ne pas confondre avec le ski freestyle backcountry, appellation souvent abrégée en ski backcountry, d'où une confusion possible).

## Matériel
Les skis de randonnée nordique sont un peu plus larges et moins cambrés que des skis de fond de type classique mais plus étroits que des skis alpins ou les skis de randonnée. Toutefois, compte tenu de l'évolution technique du matériel, les SRN ressemblent de plus en plus visuellement aux skis de randonnée ou alpins. Comme eux, ils possèdent des carres mais leur semelle est dotée d'écailles anti-recul ; on peut y ajouter des peaux de phoque si nécessaire et certaines marques proposent même des demi-peaux adaptées au profil de la sortie envisagée. Ils sont dotés de fixations laissant le talon libre, comme celles des skis de fond ou de télémark. Les chaussures utilisées, étanches, montantes, permettent de fléchir le pied.

## Pratique
Le ski de randonnée nordique est à l'origine des différentes disciplines actuelles du ski. Il est donc logique d'y retrouver des aspects communs aux différentes pratiques du ski, notamment celui à talon libre :
- ceux du ski de fond : la progression, la fixation à position unique montée-descente, les écailles de la semelle pour les skis de fond classique (destinés aux débutants, à la promenade, aux magasins de location) ;
- ceux du ski de randonnée connu aussi sous le nom de ski de montagne ou ski-alpinisme : la pratique en milieu naturel, la progression en montée, les carres,  les éventuelles peaux de phoque ;
- ceux du télémark alpin : ce virage est largement utilisé en descente mais sa maîtrise n'est pas obligatoire pour pratiquer le ski de randonnée nordique ;
- et même ceux du ski de piste : les carres, les skis paraboliques.

En revanche, le ski de randonnée nordique se pratique hors-piste (contrairement au ski de fond), sur pente faible à modérée (contrairement au ski de randonnée dont ce n'est pas la vocation) et avec du matériel plus léger (contrairement à celui utilisé pour pratiquer le télémark alpin). 
Enfin, il permet de se déplacer dans un milieu enneigé, comme les raquettes, mais plus rapidement et en profitant de la sensation de la glisse. Les raquettes offrent en revanche l'accès aux neiges non skiables, notamment aux confins des zones enneigées. 
Très répandu dans les campagnes nordiques, le ski de randonnée nordique est pratiqué comme simple moyen de déplacement, mais également comme sport de loisir.
Le ski de randonnée nordique est donc une discipline intermédiaire entre le ski de fond et le ski de randonnée, qui a ses propres adeptes privilégiant légèreté et rusticité sur des sorties de la journée jusqu'au raid de plusieurs jours, sur des terrains naturels moyennement accidentés de type plateau du Vercors ou Jura, par exemple.
Plus confidentiel, le ski de fond de randonnée est une pratique qui met en œuvre des skis de fond plus fins et plus longs que les SRN. Désignés fjellskis, ils sont principalement utilisés par les Norvégiens et adaptés aux hauts plateaux de Norvège et aux grands espaces aux dénivelés modérés.